# Armando Rito
Armando António Marques Rito (* 1936) ist ein portugiesischer Bauingenieur und Brückenbauer.

## Leben
Rito studierte am Instituto Superior Técnico in Lissabon und war Assistent von Edgar Cardoso am Lehrstuhl für Brücken und Spezialkonstruktionen.
1982 gründete er das Ingenieurbüro Armando Rito Engenharia, das zahlreiche große Brücken insbesondere in Portugal konstruierte.
Er war Mitglied der Arbeitsgruppe Brücken der fib und im Eurocode-Komitee für Betonbrücken. Er lehrte unter anderem Brückenbau an der Katholischen Universität und am Instituto Superior de Engenharia de Lisboa (ISEL).

## Auszeichnungen
2019 wurde er als Großoffizier des Ordens des Infanten Dom Henrique ausgezeichnet, 2014 erhielt er die Freyssinet-Medaille und 2005 den Albert-Caquot-Preis, 1998 die fip Medaille.

## Projekte (Auswahl)
- Brücke über den Tua-Fluss (2012)

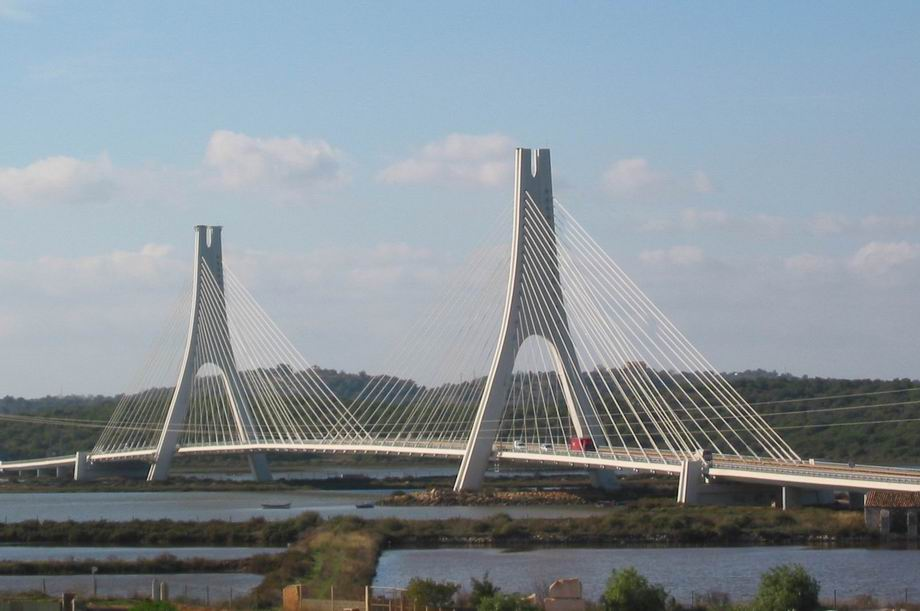
Ponte Nova Portimão (1991)

- 4th of April-Brücke über den Catumbela-Fluss in Angola (2009)
- Sao Vicente-Brücke in Guinea-Bissau (2009)
- Viadukt Vila Pouca de Aguiar, Autobahn A24 (2007)
- Pipa-Viadukt, Autobahnbrücke, Portugal (2006)
- Corgo-Tal-Viadukt, Peso da Régua, Spannbeton-Autobahnbrücke (2004)
- Ponte Vasco da Gama, Lissabon (1998)
- Brücke über das Balsemão Tal (1998)
- Miguel Torga-Brücke in Peso da Régua, Autobahnbrücke über das Douro-Tal (1997)
- Viaducto César Gaviria Trujillo in Kolumbien, als beratender Ingenieur, Schrägseilbrücke (1997)
- Viadukt über das Labriosque-Tal, Autobahnbrücke (1994)
- Ponte Nova über den Arade in Portimão (1991)